# Hahoe

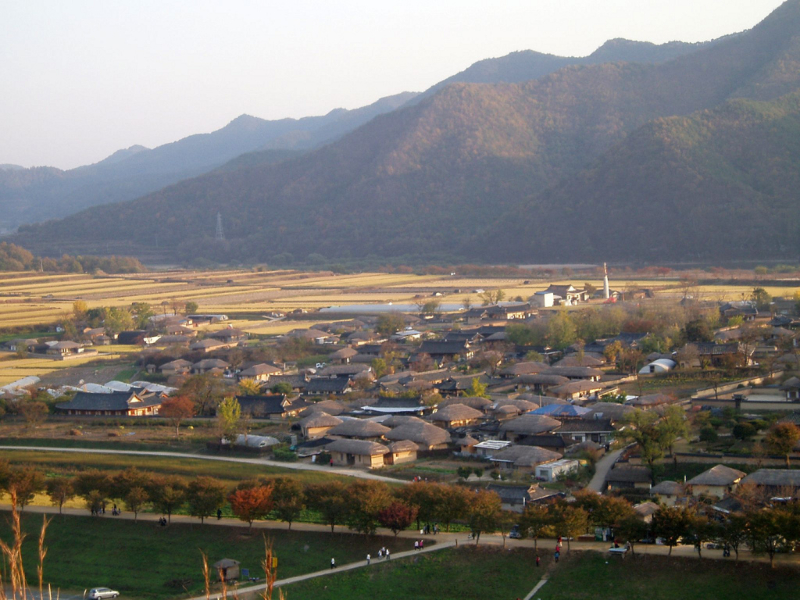

Hahoe folkby (hangul: 안동하회마을, hanja: 安東河回마을 ) i Pungcheon-myeon i Andong i provinsen Norra Gyeongsang, Sydkorea är en by som är betydande för koreanska kulturen då den har byggnader i Joseon-tidens arkitektur, folktraditioner, värdefulla böcker och gamla traditioner av klan-baserade byar.
Byn ligger vid vattendraget Hwachon som är en biflod till Nakdong. Norr om byn ligger Buyongdaeklipporna medan berget Namsan ligger i söder. Byn är ordnad enligt pungsus geomantiska riktlinjer och byn har därför formen som en lotusblomma eller två sammankopplade kommaformer.

## Historia
Yuklanen av Pungsan grundade Hahoe folkby på 1500-talet under Joseondynastin och har varit ett enkel-klanssamhälle sedan denna tid. Byn är känd för sina många bevarande originalbyggnader, såsom byns Konfucianska skola och har folkkonst såsom Hahoes mask-dansdrama ('Byeonlsin-gut') vilket är en shaman som utför riter till de lokala byandarnas ära.
Byn är idag indelad i Namchon (Södra byn) och Pukchon (Norra byn) med huvudgrenen av Pungsan Yuklanen, Gyeomampa, i Namchon och den sekundära grenen, Seoaepa, i Bukchon. Den sist nämnda härstammar ifrån Yu Seong-ryong en premiärminister under kung Seonjo av Joseondynastins regeringstid. I Norra byn finns Yangjindanggården, betecknat Treasure No. 306, och Pikchondaekhuset, betecknat Important Folklore Material No. 84. I Södra byn finns Chunghyodanggårdem, betecknad Treasure No. 414 och Namchondaekhuset, Important Folklore Material No. 90.  Medan varje gren av Pungsan Yuklanen tidigare levde i deras respektive gård och sida, bor idag båda grenarna i båda bydelarna.
Byn har gamla arkitektonisk stilar som till stora förlorats på grund av snabb modernisering och utveckling i Sydkorea. Vackra kakeltäckta residens och tjänstehem med halmtak bevarar den arkitektoniska stilen från Joseondynastins tid. Wonjijeongsapaviljonen och Byeongsan Konfucianska skola är två kända byggnader i byn. Byn har bevarad shamanistriten Byeolsin-gut och bevarad Hahoemaskerna som användes under Hahoes maskdans. Andra riter som ännu används är Jeulbul Nori där man använder en sträng fyverkeri som tänds vid foten av Buyongdaeklippan. Helgedomen Yongmogak har Yu Seong-ryongs boksamling och inkluderar National Treasure No. 132 Chingbirok, en bok som dokumenterat den Japans invasion av Korea 1592. Treasure No. 160, Kunmundungok, är en förteckning över militära förläggningar. Chunghyodang har även 231 kungliga kungörelser över utnämningar.

## Galleri

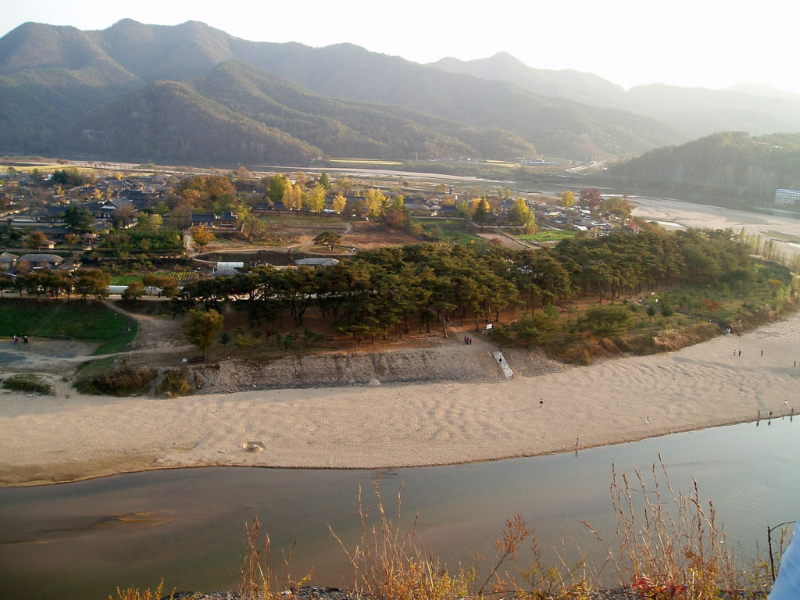
Vy över byn
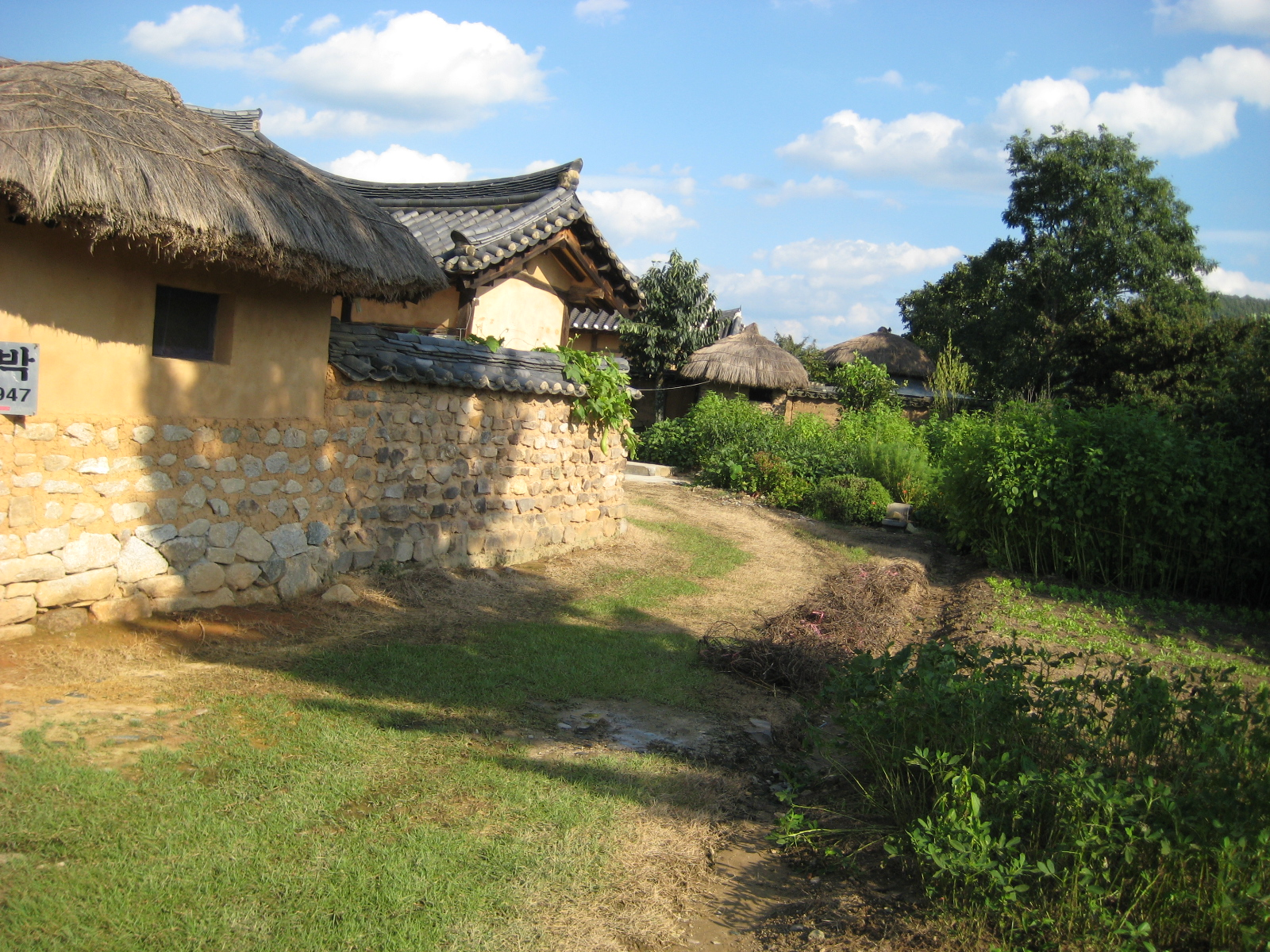
Traditionella byggnader i byn
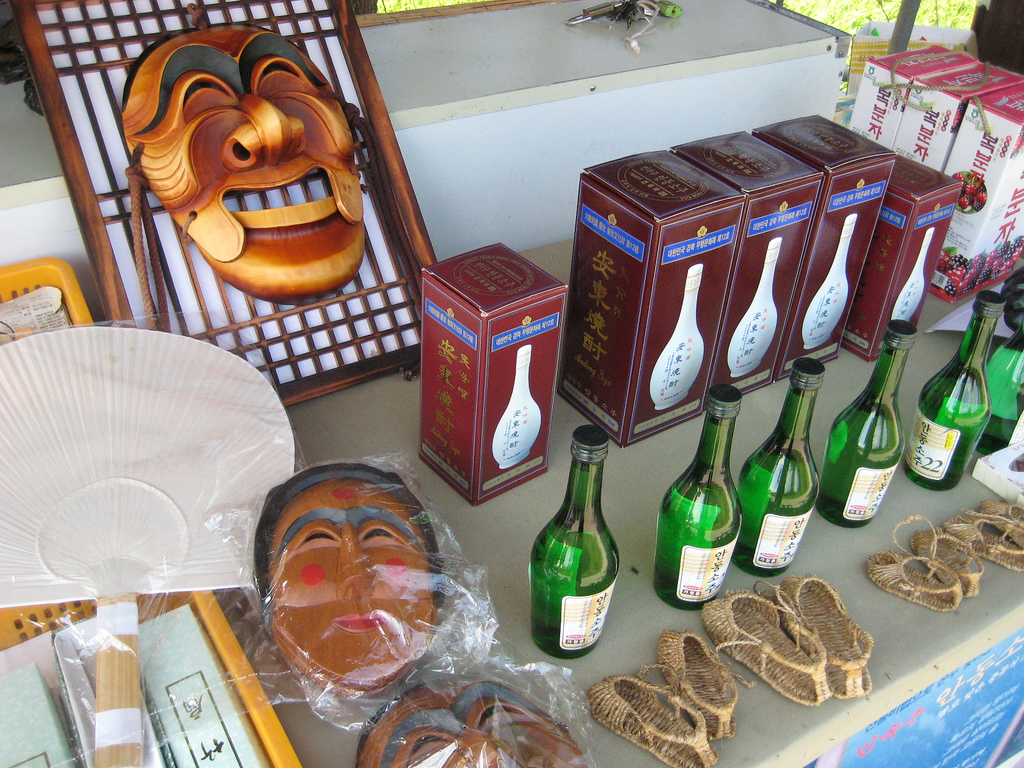
Andong soju och koranska masker i Hahoe
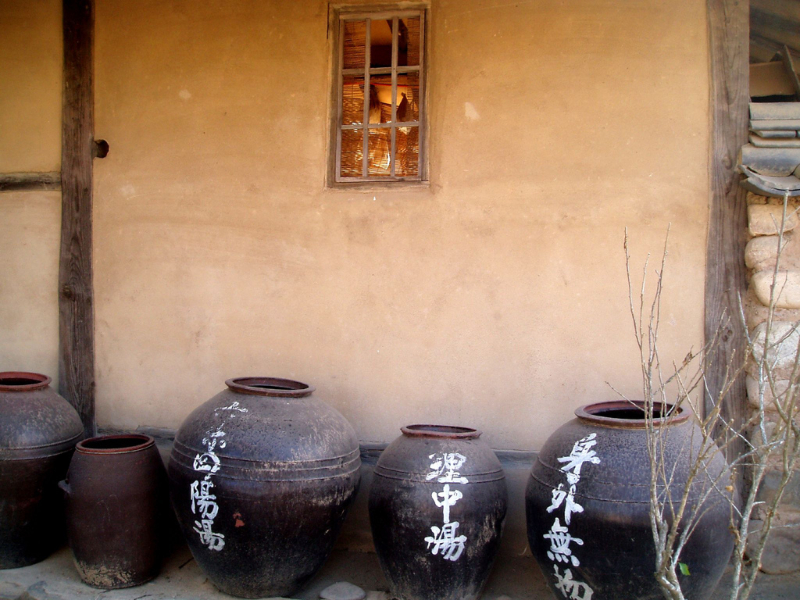
Jangdok (lerkärl)